# Арита (керамика)
Арита (яп. 有田焼 арита-яки) — вид японской керамики, который изготавливался в посёлке Арита провинции Хидзэн (современная территория префектуры Сага). Керамика также носит название имари в честь торгового порта около Ариты, откуда она экспортировалась в Европу.

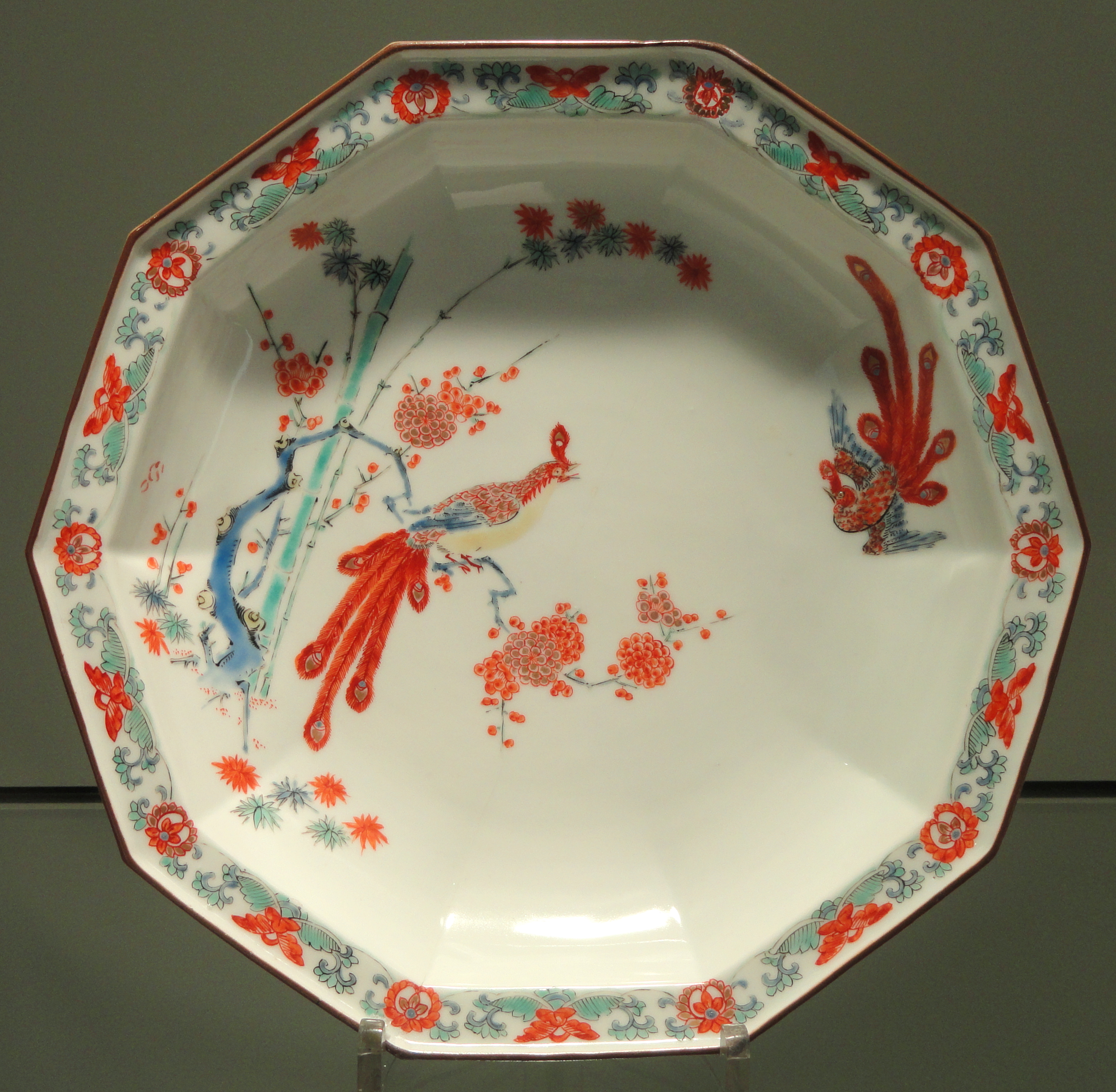
Павлин на ветке, 1690—1700 г., хранится в музее Гардинера, Торонто.

Керамика арита — первый этап становления фарфоровой промышленности в Японии. До XVII века Япония была крупным импортёром китайского и корейского фарфора, так как своё производство не было отлажено и широко представлено на рынке.

## История

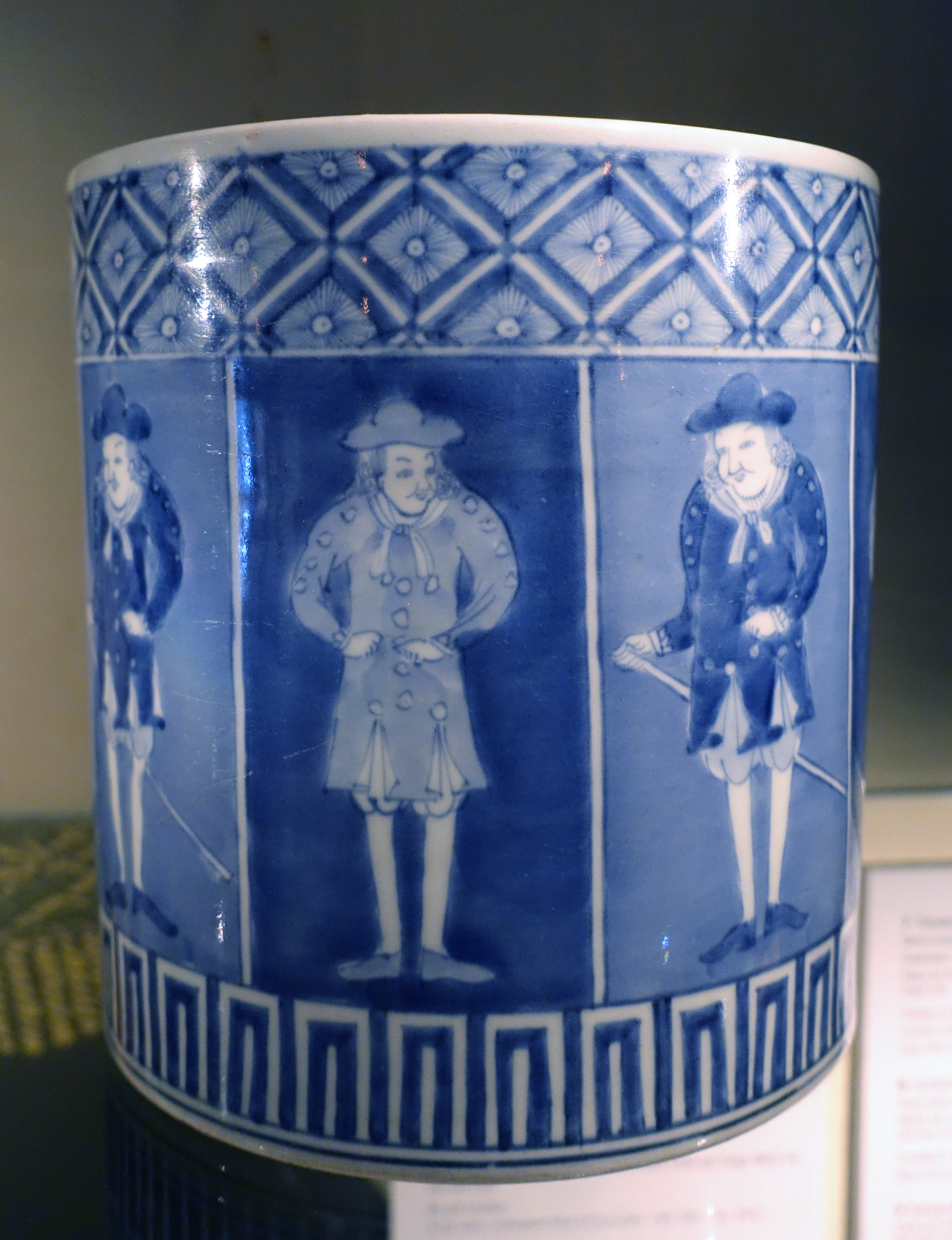
Держатель для кистей с изображением голландцев, работа конца XVIII - начала XIX века, хранится в музее Восточной Азии, Стокгольм

После корейского похода Тоётоми Хидэёси в Японию были угнаны несколько тысяч корейцев, в их числе и искусные ремесленники. Один из них, девятнадцатилетний гончар Ри Сампэй (Ли Сампхён), поступил на службу к даймё провинции Хидзэн Набэсиме Наосигэ. Ри Сампэй считается «отцом» керамики Арита, так как он обнаружил в регионе каолиновую глину, из которой можно было изготовлять фарфоровые предметы, а также представил новый вид печей для обжига — нобори-гама (букв. вздымающаяся печь), которые заменили японские однокамерные ана-гама (букв. пещерная печь). Несмотря на наличие свидетельств о том, что фарфоровое производство началось за несколько лет до прибытия Ри Сампэя, его считают важной фигурой в истории становления японской школы фарфора.
Ранние изделия из керамики (1620-1670) носят название «ко-Имари», или «ранняя керамика Имари». Для неё характерно менее качественное и аккуратное исполнение, нежели у более поздних образцов: например, на вазах могли оставаться отпечатки пальцев гончара, частицы песка. Роспись фарфоровых предметов не всегда была отточенной и продуманной, оставляя впечатление небрежности, что, однако, высоко ценилось в контексте эстетики ваби.
Дом Наосигэ стал одним из самых богатых самурайских домов благодаря керамике Арита: практически монопольное владение фарфоровым производством и смена династии Мин в Китае, события которой прервали экспорт китайской продукции, позволила японскому фарфору быстро проникнуть на европейские рынки через Голландскую Ост-Индскую торговую компанию благодаря своему качеству и идентичности китайским товарам.
Несмотря на то, что изначально фарфоровые изделия производились для нужд дома Наосигэ и в качестве подарков сёгуну, вскоре керамика Арита приобрела большую популярность. Фарфоровые изделия стали заменять деревянную и глиняную утварь в домах обеспеченных слоёв населения Японии.
Внешний вид керамики Арита во многом зависел от условий и технологии производства того времени. Обжиг фарфора происходил при высоких температурах, которые могла выдержать глазурь, изготовленная из кобальтовой и красной красок. Однако красный цвет требовал большего контроля за температурой, поэтому при технологических ошибках мог содержать серый оттенок. Только кобальт после обжига оставался синим, что и предопределило доминирование бело-синей расцветки фарфора на начальном этапе. Позже была внедрена система двухэтапного обжига, которая позволила использовать больший спектр цветов.

## Стили
В керамике Арита выделяют три стиля: какиэмон, набэсима и кинрандэ. Ранняя керамика Арита была в основном белой с голубым рисунком, но позже гончаром Сакаидой Какиэмоном был создан стиль какиэмон. Этот стиль отличался использованием ярких красок: красной, зелёно-голубой, светло-синей, желтой. Керамику какиэмон экспортировали в Европу, и она оказала влияние на фарфор Мейсен в Германии, Вустер в Англии и Шантийи во Франции. Аналогично стилю какиэмон, стиль набэсима также известен пёстрым украшением, однако дизайн рисунков на керамике был вдохновлён элементами кимоно и отличается элегантными, с правильной формой, рисунками. Стиль кинрандэ был создан в период Гэнроку. Мастера кинрандэ использовали весь спектр стандартных для какиэмон и набэсима цветов, но с вкраплениями золотого орнамента и преобладанием красной глазури.

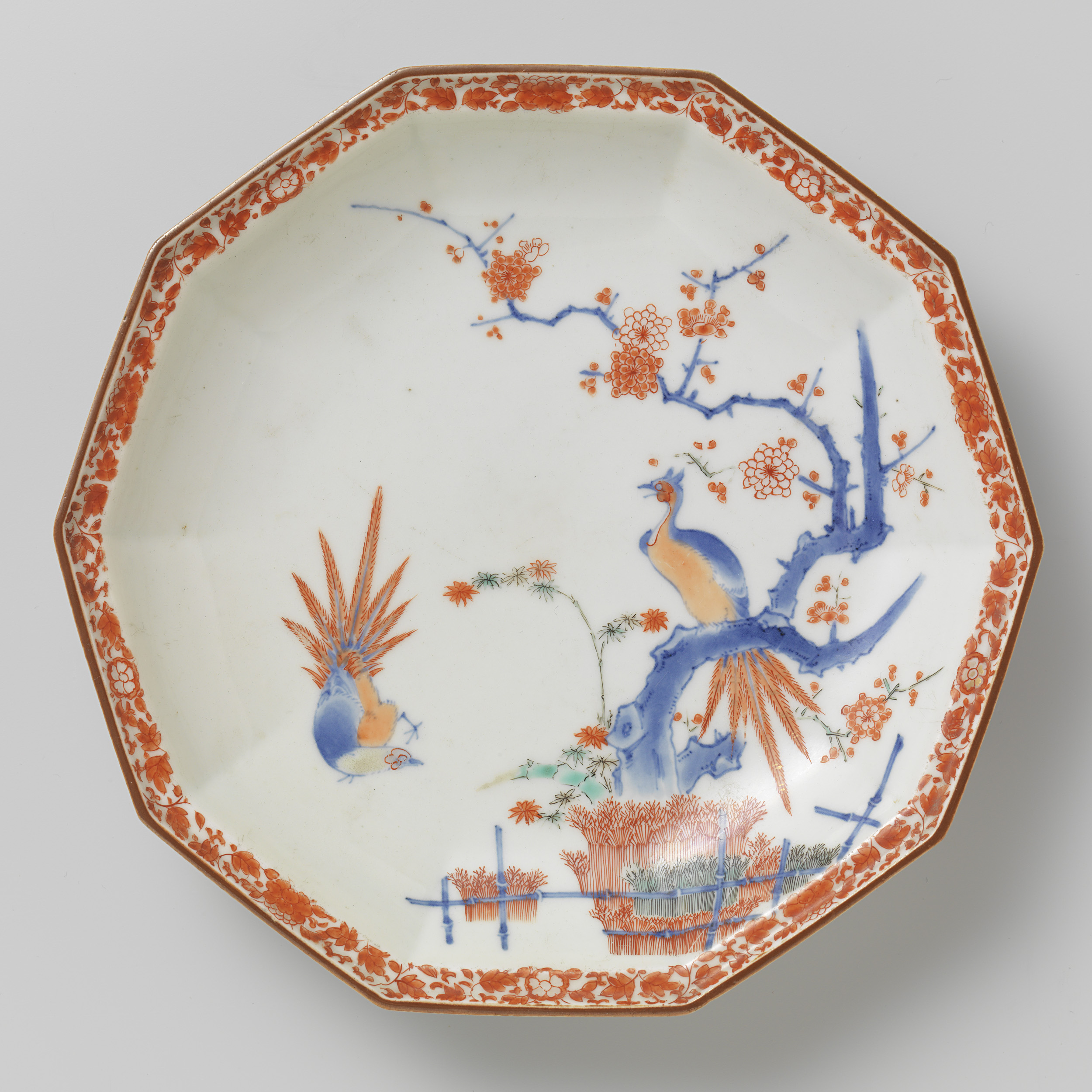
Стиль какиэмон
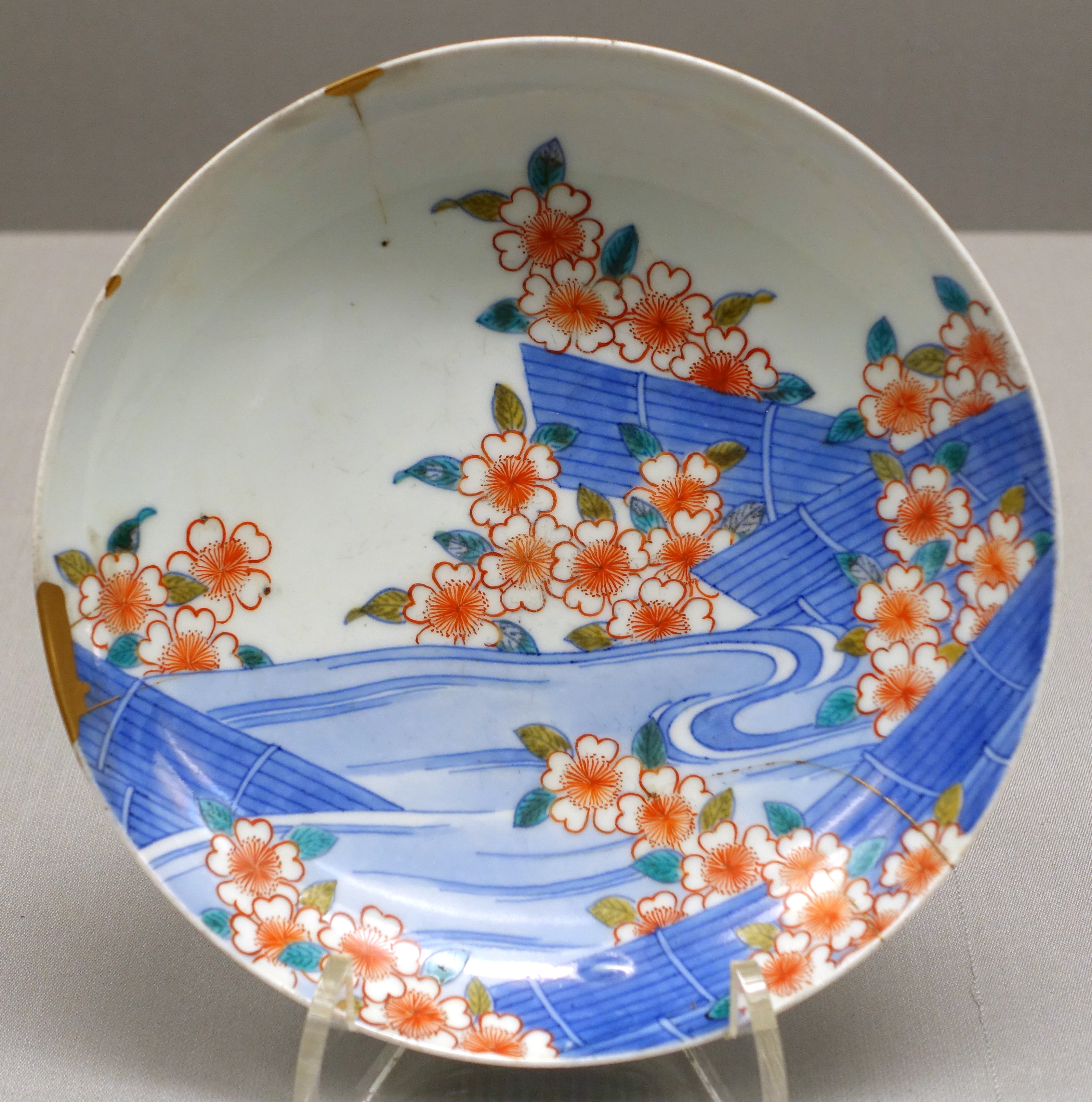
Стиль набэсима
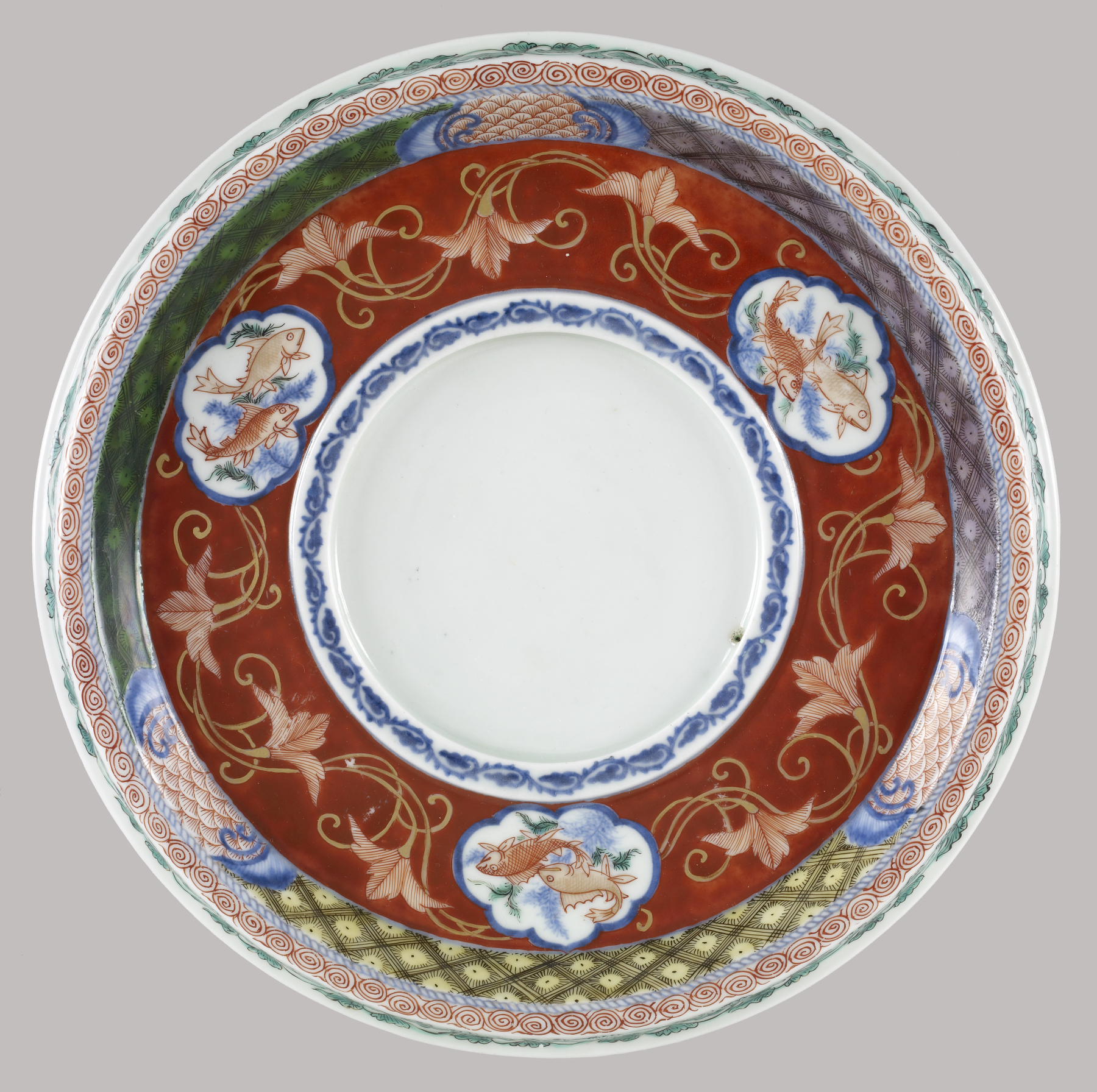
Стиль кинрандэ

## Гончары Арита
Одним из самых известных мастеров керамики Арита в технике иро-набэсима является Имаидзуми Имаэмон XIV, живое национальное сокровище. Имаэмон XIV работает в техниках суми-хадзики (нанесения чёрной туши под эмаль) и акаэ-цукэ (росписи красной, зелёной и жёлтой красками). Наследником техники какиэмон был Сакаида Какимэон XIV (умер в 2013 году), также считавшийся национальным сокровищем Японии. Его отец Какиэмон XIII возродил технику нигосидэ (использование эмали молочного цвета), которая была признана шедевром культурного наследия в 1955 году. По состоянию на 2019 год главой семьи Какиэмон и ведущим гончаром является Сакаида Какиэмон XV.